# Kabupaten de Banjarnegara
Banjarnegara est un kabupaten (département) de la province de Java central en Indonésie.

## Kecamatans
Le kabupaten de Banjarnegara comprend les kecamatans (cantons) de : 
- Banjarmangu
- Banjarnegara
- Batur
- Bawang
- Kalibening
- Karangkobar
- Madukara
- Mandiraja
- Pagedongan
- Pagentan
- Pandanarum
- Pejawaran
- Punggelan
- Purwanegara
- Purworejo Klampok
- Rakit
- Sigaluh
- Susukan
- Wanadadi
- Wanayasa